# اتحادیه جوانان پان‌آفریقا
اتحادیه جوانان پان‌آفریقا (انگلیسی: Panafrican Youth Union) عالی‌ترین هیئت هماهنگی و مکانیزم شورای ملی جوانان در آفریقا است. این جنبش قبلاً به عنوان جنبش جوانان پان‌آفریقا (PYM) شناخته می‌شد، در کنگره این اتحادیه در سال ۲۰۰۳ به ویندهوک، نامیبیا، تغییر نام یافت.

## پیشینه
این سازمان مستقر در خارطوم سودان در کوناکری، پایتخت جمهوری گینه، در ۲۶ آوریل ۱۹۶۲ به اصرار سران کشورهای آفریقایی و دولت‌های آن زمان که می‌خواستند بستری برای تجمع جوانان آفریقایی ایجاد کنند، در حمایت از آرمان آزادی آفریقا ایجاد شد.
ساختار این سازمان متشکل از کنگره، کمیته اجرایی، دبیرخانه، ارگان‌های منطقه‌ای و کمیته‌های تخصصی است که (هر سه سال یک بار) از بین ۵۳ کشور آفریقایی عضو قاره آفریقا انتخاب می‌شوند. PYU در حال حاضر توسط جولیانا راونا از ماداگاسکار پس از استعفای فرانسین مویومبا کنگوئی رهبری می‌شود. سودان نیز به عنوان عضو میزبان، بخشی از دبیرخانه را تشکیل می‌دهد.
دفتر مرکزی اتحادیه جوانان پان آفریقایی در رباط می‌باشد.